# Liolaemus cristiani
Espèce
Statut de conservation UICN

 LC  : Préoccupation mineure
Liolaemus cristiani est une espèce de sauriens de la famille des Liolaemidae.

## Répartition
Cette espèce est endémique du Chili. On la trouve entre 2 300 et 2 460 m d'altitude.

## Étymologie
Cette espèce est nommée en l'honneur de Cristian Simón Abdala.

## Publication originale
- Núñez, Navarro & Loyola, 1991 : Liolaemus maldonadae y Liolaemus cristiani, dos especies nuevas de lagartijas para Chile (Reptilia, Squamata). Boletín del Museo Nacional De Historia Natural Boletin de Santiago, vol. 42, p. 79-88 (texte intégral).